# Кастіл (Нью-Йорк)
Кастіл (англ. Castile) — місто (англ. town) в США, в окрузі Вайомінг штату Нью-Йорк. Населення — 2711 особа (2020).

## Демографія
Згідно з переписом 2010 року, у місті мешкало 2906 осіб у 1164 домогосподарствах у складі 811 родини. Було 1738 помешкань
Расовий склад населення:
| - 97,6 % — білих - 0,5 % — чорних або афроамериканців - 0,2 % — корінних американців - 0,1 % — азіатів |

До двох чи більше рас належало 1,1 %. Частка іспаномовних становила 2,2 % від усіх жителів.
За віковим діапазоном населення розподілялося таким чином: 21,6 % — особи молодші 18 років, 62,6 % — особи у віці 18—64 років, 15,8 % — особи у віці 65 років та старші. Медіана віку мешканця становила 42,5 року. На 100 осіб жіночої статі у місті припадало 99,0 чоловіків;  на 100 жінок у віці від 18 років та старших — 101,4 чоловіків також старших 18 років.
Середній дохід на одне домашнє господарство  становив 65 996 доларів США (медіана — 52 417), а середній дохід на одну сім'ю — 68 588 доларів (медіана — 59 250). Медіана доходів становила 43 688 доларів для чоловіків та 36 658 доларів для жінок. За межею бідності перебувало 15,0 % осіб, у тому числі 27,9 % дітей у віці до 18 років та 6,7 % осіб у віці 65 років та старших.
Цивільне працевлаштоване населення становило 1282 особи. Основні галузі зайнятості: освіта, охорона здоров'я та соціальна допомога — 22,2 %, виробництво — 13,7 %, сільське господарство, лісництво, риболовля — 11,5 %, мистецтво, розваги та відпочинок — 11,0 %.